# Blåstjärnesläktet
Namnet Scilla används på svenska för arten Rysk blåstjärna. För staden i Italien, se Scilla
Blåstjärnesläktet (Scilla) är ett släkte i familjen sparrisväxter (Asparagaceae). 
Släktet har omkring 80 arter och förekommer huvudsakligen i södra Europa, Mellanöstern och Afrika, men har naturaliserats på flera andra kontinenter. Ett flertal arter odlas som trädgårdsväxter i Sverige.

## Förekomst i Sverige
Som bofasta i Sverige anger Dyntaxa 5 arter och 2 hybrider i släktet Scilla, och därtill kommer 3 bofasta arter i släktet Othocallis (vilka inkluderas i Scilla i WCSP, se nedan). Bofasta i Sverige är:  
Scilla x allenii (hybridvårstjärna),
Scilla bifolia (tidig vårstjärna),
Scilla forbesii (vårstjärna),
Scilla luciliae (stor vårstjärna),
Scilla sardensis (liten vårstjärna),
Scilla forbesii x luciliae (hybrid, vårstjärna x stor vårstjärna),
Scilla forbesii x sardensis (hybrid, vårstjärna x liten vårstjärna),
Othocallis amoena (tuvig blåstjärna),
Othocallis mischtschenkoana (persisk blåstjärna),
Othocallis siberica (rysk blåstjärna).
Virtuella floran tar upp 3 arter i släktet Scilla och 3 arter i släktet Chionodoxa.
Särskilt vanliga är Rysk blåstjärna och Vårstjärna, som ofta växer förvildade i stora mattor i parker o.dyl. och blommar i april. Arterna förväxlas lätt, men Rysk blåstjärna har helblå, nedhängande blomma, medan Vårstjärna har en uppåtvänd blomma som är vit i mitten.

## Inre systematik
Systematiken för dessa växter varierar mycket hos olika författare. Indelningen i släkten är oklar och ett område där aktiv forskning pågår. Synonymer till olika delar av släktet Scilla finns i taxoboxen t.hö. Av samma anledning varierar artantalet mycket. Catalogue of Life tar upp 89 arter (2018).
Numera räknas ofta släktet Chionodoxa med bl.a. den välkända Vårstjärnan (Ch. forbesii) till släktet Scilla. Namnet Chionodoxa är dock fortfarande vanligt i litteraturen och inom trädgårdsnäringen.
Ibland inkluderas även släktet Prospero (Höstblåstjärnor) i Scilla.
Å andra sidan bryts ibland den vanliga och välkända arten Rysk blåstjärna (Sc. siberica) ut och placeras i släktet Othocallis.
Trädgårdsväxten Engelsk klockhyacint, som tidigare haft namnet Scilla non-scripta, heter nu Hyacinthoides non-scripta.
Släktet har bearbetats på 1970-talet av österrikaren Franz Speta, som bl.a. visade att Chionodoxa inte kan räknas som eget släkte.

## Yttre systematik
Släktet Scilla placeras ibland i familjen Hyacintväxter (Hyacinthaceae). Denna familj betraktas numera (från och med APG III, år 2009) som en av sju underfamiljer till Asparagaceae, och den har fått namnet Scilloideae. Scilloideae är monofyletisk, men indelningen i undergrupper är problematisk och ett aktivt forskningsområde. Arterna i Scilloideae förekommer mest i medelhavsklimat på flera kontinenter.

## Arter
World Checklist of Selected Plant Families, WCSP, från Kew upptar 86 arter (2018):

1. Scilla achtenii
2. Scilla africana
3. Scilla albanica
4. Scilla albinerve
5. Scilla alinihatiana
6. Scilla amoena
7. Scilla andria
8. Scilla antunesii
9. Scilla arenaria
10. Scilla arsusiana
11. Scilla begoniifolia
12. Scilla benguellensis
13. Scilla berthelotii
14. Scilla bifolia
15. Scilla bilgineri
16. Scilla bithynica
17. Scilla bussei
18. Scilla chlorantha
19. Scilla ciliata
20. Scilla cilicica
21. Scilla congesta
22. Scilla cretica
23. Scilla cydonia
24. Scilla dimartinoi
25. Scilla dualaensis
26. Scilla engleri
27. Scilla flaccidula
28. Scilla forbesii
29. Scilla gabunensis
30. Scilla gracillima
31. Scilla haemorrhoidalis
32. Scilla hildebrandtii
33. Scilla huanica
34. Scilla hyacinthoides
35. Scilla ingridiae
36. Scilla jaegeri
37. Scilla katendensis
38. Scilla kladnii
39. Scilla kurdistanica
40. Scilla lakusicii
41. Scilla latifolia
42. Scilla laxiflora
43. Scilla ledienii
44. Scilla leepii
45. Scilla libanotica
46. Scilla lilio-hyacinthus
47. Scilla litardierei
48. Scilla lochiae
49. Scilla luciliae
50. Scilla lucis
51. Scilla madeirensis
52. Scilla melaina
53. Scilla merinoi
54. Scilla mesopotamica
55. Scilla messeniaca
56. Scilla mischtschenkoana
57. Scilla monanthos
58. Scilla monophyllos
59. Scilla morrisii
60. Scilla nana
61. Scilla odorata
62. Scilla oubangluensis
63. Scilla paui
64. Scilla peruviana
65. Scilla petersii
66. Scilla platyphylla
67. Scilla ramburei
68. Scilla reuteri
69. Scilla rosenii
70. Scilla sardensis
71. Scilla schweinfurthii
72. Scilla seisumsiana
73. Scilla siberica
74. Scilla simiarum
75. Scilla sodalicia
76. Scilla tayloriana
77. Scilla textilis
78. Scilla uyuiensis
79. Scilla vardaria
80. Scilla verdickii
81. Scilla verna
82. Scilla villosa
83. Scilla vindobonensis
84. Scilla voethorum
85. Scilla welwitschii
86. Scilla werneri